# طرح وطنا (أنزان الغربي)
طرح وطنا (بالفارسية: طرح‌وطنا) هي قرية تقع في إيران في قسم أنزان الغربي الريفي.